# Anthony Theodore Lobo
Anthony Theodore Lobo, né le 4 juillet 1937 à Karachi et mort le 18 février 2013 à Rawalpindi, est un prélat catholique pakistanais.

## Biographie
Lobo est ordonné prêtre en 1961. En 1982 il est nommé évêque auxiliaire de Karachi et évêque titulaire d'Oescus (de) et en 1993 évêque d'Islamabad-Rawalpindi (en). Il prend sa retraite en 2010.

## Sources
- Profil sur Catholic hierarchy